# KLLN
KLLN (англ. Killin, p53-regulated DNA replication inhibitor) – білок, який кодується однойменним геном, розташованим у людей на 10-й хромосомі. Довжина поліпептидного ланцюга білка становить 178 амінокислот, а молекулярна маса — 19 958.
| 10         |  | 20         |  | 30         |  | 40         |  | 50         |
| ---------- |  | ---------- |  | ---------- |  | ---------- |  | ---------- |
| MDRPGPGSAR |  | PGRTVHVWGY |  | RVEWKVRNGR |  | KLQPSEWAGR |  | GDLGGFKRRW |
| KDTRATVGTT |  | FRRRSRVSLV |  | GELSKFPLPS |  | DSSGGKSSSS |  | FARGALAWCR |
| QRNPNPSCAA |  | AETGARTSLP |  | KERCRGWRLG |  | NWLHKHPHPN |  | TCPRLPACWL |
| PPILTERGER |  | VPKLVPLLAC |  | YPKSKPKD   |  |            |  |            |

A: Аланін

C: Цистеїн

D: Аспарагінова кислота

E: Глутамінова кислота

F: Фенілаланін

G: Гліцин

H: Гістидин

I: Ізолейцин

K: Лізин

L: Лейцин

M: Метіонін

N: Аспарагін

P: Пролін

Q: Глутамін

R: Аргінін

S: Серин

T: Треонін

V: Валін

W: Триптофан

Задіяний у таких біологічних процесах, як апоптоз, клітинний цикл. 
Білок має сайт для зв'язування з ДНК. 
Локалізований у ядрі.